# Europa Press
Europa Press es una agencia de noticias privada española. Fue fundada en 1953 por Torcuato Luca de Tena Brunet y otras personalidades, alguna de las cuales alcanzaron altos cargos gubernamentales durante el segundo franquismo y en la Transición. En 1968 la propiedad de Europa Press pasa a manos del empresario Francisco Martín Fernández de Heredia, fallecido en 2011. El carácter familiar de la agencia se refuerza con la incorporación de Luis Martín Cabiedes, licenciado en Filosofía por la Universidad Complutense de Madrid  en 1989, de Asís Martín Cabiedes en 1994 y de Rosario Martín Cabiedes en 2006.
Consolidada como una de las mayores agencias del país, difunde mayoritariamente en castellano durante las 24 horas del día y cuenta con corresponsalías en todas las comunidades autónomas de España, que también difunden una parte de su contenido en las lenguas regionales.

## Historia
En 1953 el periodista y escritor Torcuato Luca de Tena Brunet fundó una empresa individual a la que llamó Agencia Europa, con el fin de elaborar y distribuir materiales editoriales, tales como libros, novelas y folletos con resúmenes de éxitos teatrales o cinematográficos, acompañados de fotografías. En este proyecto se asoció inicialmente con Florentino Pérez Embid, Andrés Rueda, Luis Valls, Gonzalo Fernández de la Mora (ministro en los años finales del franquismo), Javier García Vinuesa, Antonio Fontán (primer presidente del Senado en la Transición), y Ángel Benito, entre otros.
A lo largo de su historia la empresa ha tenido cuatro sedes centrales, siempre en Madrid: en la calle Barquillo esquina a Piamonte (desde 1956), en la calle Flora (desde 1957), en la calle Hermosilla (desde 1963) y en el Paseo de la Castellana (desde 1969 hasta la actualidad).
En noviembre de 1959, el periodista Carlos Soria Saiz aceptó el cargo de consejero delegado de Europa Press.En 1963 el periodista Antonio Herrero Losada es nombrado director, puesto en el que permaneció hasta que abandonó el periodismo activo en 1989. Además se realiza una gran ampliación de capital y un cambio de sede.
En 1966 Europa Press pone en marcha su servicio de noticias. En aquel año competía en este sector con agencias como EFE, Logos, Pyresa, Fiel o Mencheta. Durante el mandato de Francisco Martín como consejero-delegado de Europa Press, en la segunda mitad de la década de los 60, y especialmente desde el Ministerio de Información y Turismo dirigido por Manuel Fraga, se intentó que Europa Press se fusionara con la agencia oficial Efe y desapareciera, para lo cual se llegó a pedir a sus abonados que se dieran de baja.
En 1970, Europa Press pone en marcha el llamado Resumen Económico, un texto diario que recogía la información política y económica más importante del día y se distribuía por correo a los abonados, permitiéndose con ello distribuir más información de la que podría transmitirse por los canales oficiales debido a la acción de la censura. En la década de 1970 Europa Press dio como primicia mundial la noticia de la muerte del dictador Francisco Franco y también, al año siguiente, la designación de Adolfo Suárez como presidente del Gobierno. La cobertura de la enfermedad, agonía y muerte de Franco le valió a la agencia el Premio Nacional de Periodismo en 1975.
A mediados de los años 1990, la agencia acometió su expansión territorial, con la apertura de delegaciones en las 17 comunidades autónomas, cada una de ellas con servicio de noticias propio. De esta forma se dio cobertura informativa a todo el territorio español, con periodistas en todas las capitales de provincia y corresponsales en las principales ciudades de España. Paralelamente se abrieron servicios de noticias en todas las lenguas españolas: catalán, euskera, valenciano, gallego y asturiano.
En 2005 creó la plataforma de Desayunos Informativos, pionera en las tribunas de debate en España, por la que han pasado como ponentes las principales personalidades políticas del país.
En 2012, se publicó que Europa Press había cerrado tres ejercicios con número rojos como consecuencia de la pérdida de clientes y la reducción de los patrocinios con los que contaba, muchos de ellos institucionales o dependientes de empresas públicas. La agencia inició una política de contención de costes y el 11 de abril despidió a siete profesionales, apenas 36 horas después de conocerse que el Sindicato de Periodistas de Madrid (SPM) había convocado elecciones sindicales en tres empresas del grupo.
En 2020 la agencia realizó el despido de 51 periodistas, entre la redacción central de Madrid y diferentes redacciones, suponiendo la mayor cantidad de despidos en su historia.